# 拉坎盖姆
拉坎盖姆（法語：Racquinghem，法語發音：[ʁakɛ̃ɡɛm]）是法国上法蘭西大區加来海峡省的一个市镇，属于圣奥梅尔区。

## 地理
拉坎盖姆（50°41'35"N, 2°21'28"E）面积5.32 平方千米，位于法国上法蘭西大區加来海峡省，该省份为法国北部沿海省份，西北濒北海，南至索姆省，东临北部省。
与拉坎盖姆接壤的市镇（或旧市镇、城区）包括：勒内斯屈尔、布拉兰盖姆、厄兰盖姆、基耶斯泰德、罗克图瓦尔、瓦尔德雷克。

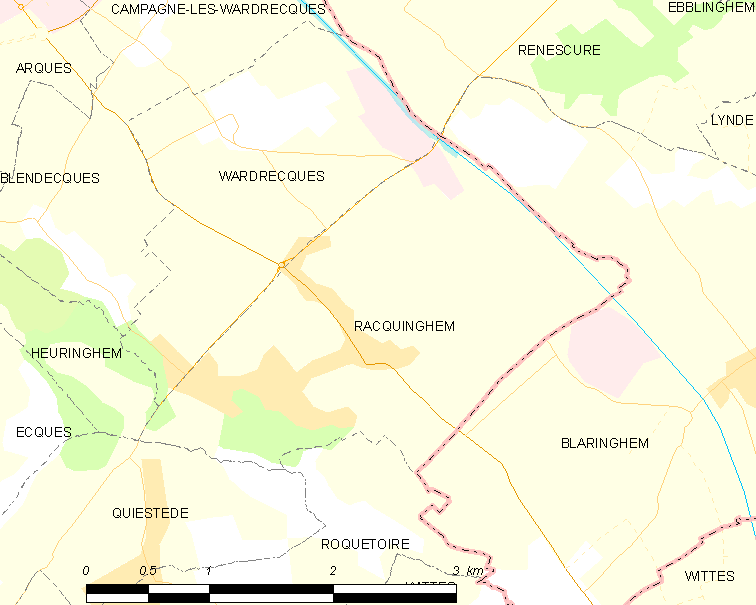
拉坎盖姆的OSM定位图

拉坎盖姆的时区为UTC+01:00、UTC+02:00（夏令时）。

## 行政
拉坎盖姆的邮政编码为62120，INSEE市镇编码为62684。

## 政治
拉坎盖姆所属的省级选区为弗吕日县。

## 人口

1962-2008年间拉坎盖姆人口变化图示

拉坎盖姆于2022年1月1日时的人口数量为2197人。